# Сражение при Франкентале
Сражение при Франкентале (нем. Frankenthal) также известное как сражение при Ламбсхайме (12 — 14 ноября 1795 года) было одним из сражений осенней кампании 1795 года войны первой коалиции эпохи французских революционных войн. Австрийская Нижне-Рейнская армия во главе графом Клерфайтом атаковала при Франкентале французскую Рейнско-Мозельскую армию Жана-Шарля Пишегрю. Нанеся главный удар в центре и на левом фланге, австрийцы победили французов и заставили их отступить на юг.

## Перед сражением
После сражения на Пфриме Клерфайт, неосновательно опасаясь за свои сообщения с Майнцем, оставался в бездействии в продолжение трёх дней, пока генерал Латур не убедил его продолжить наступление по долине Рейна против Пишегрю.
Армия Пишегрю из 4 дивизий располагалась вдоль франкентальского канала. Дивизия Бопюи между Оппау и Эппштайном, дивизия Дезе левее, за рекой Изенах, но занимая Ламбсхайм, дивизия Ферино позади Фрайнсхайма на реке Фуксбах, дивизия Рено занимала Дюркхайм и впереди лежащие деревни.
Всего в армии было около 23 тысяч штыков и сабель при 30 орудиях. Реки Изенах и Фуксбах протекали по болотистым долинам, а дороги проходили через селения, удобные к обороне. Они были наскоро укреплены французами. Местность способствовала обороне, потому что все населенные пункты были окружены стенами. Но уныние французской армии увеличивалось по мере того, как она теряла местность и, напротив, энтузиазм австрийцев увеличивался, ввиду их успеха.

## Ход сражения

#### 12 ноября. День первый
Вечером 11 ноября австрийцы захватили Франкенталь. Пишегрю отдал приказ, чтобы отбить его днем 12-го. Дезэ и Бопюи договорились ради этого; они соответственно решили, чтобы войска 5-й дивизии охватили бы город справа и попытались проникать туда, в то время как Дезэ с кавалерией и ротой конной артиллерии атаковал бы с фронта аванпосты противника между Франкенталем и Зибенбауреном, чтобы присоединиться затем впереди города к генералу Бопюи.
Эта атака началась во второй половине дня; она имела вначале успех; австрийцы эвакуировали берега канала, и французская пехота проникла в город. Дезэ разбил оба эскадрона, которые оказались около Зибенбауреном, но генерал Латур со значительной колонной и многочисленной артиллерией прибыл в спешке из Вормса. Французские войска не успели ещё хорошо укрепиться в Франкентале, а противник ввел в бой там достаточно сил, чтобы выбить из него войска Бопюи, бывшие под командой генерал-адъютанта Декана, который был взят в плен вместе с одной ротой пехоты. Противник повторно занял свою позицию на канале, и оживленной канонадой, которая длилась до ночи, закончилось это дело.

#### 13 ноября. День второй
12 ноября австрийские отряды Науендорфа появились перед Энкенбах-Альзенборном и заняли его. 13 ноября генерал Жирардо с войсками 10-й дивизии выгнал их из этой деревни, но вечером они возвратились туда снова.
В тот же день правый фланг этой дивизии, под командованием генерала Сантреля, был атакован также войсками Науендорфа в окрестностях Франкенштайна, и её сообщение с Дюркхаймом было перерезано в течение части дня.
Австрийский полковник Элсниц занял пост Харденбург, занятый 9-й дивизией, в то время как генерал Край, находившийся на правом крыле австрийцев, начал беспокоить крайнее левое крыло французов в направлениях на Дюркхайм и на Трипштадт.
В свою очередь Вартенслебен, отбросив Марсо под Кройцнахом на север, направился обратно к Кайзерслаутерну, чтобы обеспечивать правый фланг армии Клерфайта.
13 ноября Клерфайт приказал захватить лежащие впереди Дюркхайма деревни.
Пишегрю в приказе по армии от 13-го приказывал защищать местность шаг за шагом и назначил позиции, которые надо занять в случае отступления.

#### 14 ноября. День третий
14 ноября австрийцы начали свое главное наступление в трёх колоннах.
Фельдмаршал-лейтенант Штаадлер (15 батальонов, 22 эскадрона) двинулся на Ламбсхайм, после взятия которого фельдмаршал-лейтенеант Вернек с 10 батальонами и 13 эскадронами должен был занять Вайзенхайм. Граф Латур с 14 батальонами и 22 эскадронами должен был двигаться через Франкенталь на Оггерсхайм и угрожать предмостному укреплению французов напротив Маннгейма, так называемому Рейншанце.
Герольсхайм, лежащий впереди Ламбсхайма, оборонялся 8-й дивизией. Гренадеры 207-й полубригады, которые были ответственны за защиту ворот в Герольсхайме, их защитили с неустрашимостью, но были обязаны уступить в числе и уходить. Поселяне тотчас же открыли эти ворота противнику, и он проник туда быстро в столь же большом числе, что часть этих гренадеров попала им в руки.
Штаадлер атаковал Ламбсхайм не ранее полудня и встретил сильное сопротивление Находившиеся там французские войска оставили город только тогда, когда австрийцы, наведя несколько выше мост через Фуксбах, атаковали одним батальоном город с тыла, в то время как два других батальона взбирались на городские стены. Дальнейшее наступление австрийцев в этом месте было затруднено из-за узких дорог по многочисленным плотинам и огня выгодно расположенной французской артиллерии.
В это же время Вернек взял Вайзенхайм и Фрайнсхайм, устроил мост через Изенах у Эрпольцхайма и переправил один батальон и 4 эскадрона, и, почти выйдя на вероятный путь отступления французов, потом также прекратил движение вперед. Он расположил артиллерию и до наступления ночи вел обстрел из орудий мельницу в Арсхайме. Этим манёвром он вынудил Пишегрю отходить, но позволил, тем не менее, это сделать почти без потерь.
Латур, соединив все свои войска южнее Франкенталя, после взятия Ламбсхайма начал наступление. Генерал Лилиен с 4 батальонами и 18 эскадронами двинулся на Фламерсхайм, генерал Карачай с 5 батальонами и 10 эскадронами на Оггерсхайм, генерал Отто переправившись через Франкентальский канал, выгнал французов из кустарников и селений расположенных вдоль Рейна.
Деревня Фламерсхайм скоро была занята, но лежащее позади неё селение Эппштайн, прикрытое заполненным водой рвом и редутом, оборонялось с таким упорством, что Штаадлер был вынужден послать в обход его 4 батальона и 2 эскадрона, после чего Бопюи, которому угрожали также с правого фланга, приказал отступить на Оггерсхайм и Руххайм.
Карачай также был задержан огнем редута, построенного на шоссе у Штудернхайма, но это укрепление было обойдено одним батальоном и одним эскадроном гусар и взято с тыла, причём захвачены 3 орудия.
Когда Латур соединил отряды генералов Лилиена и Карачая у Штудернхайма, генерал Карачай с 4 батальонами двинулся против Оггерсхайма, который французы тотчас же очистили, потому что колонна генерала Отто овладела селениями Эдингхайм и Оппау и угрожала им обходом через лес близ Фризенхайма.
С наступлением ночи сражение закончилось.
В этот же день отряды Края и Науендорфа постоянно тревожили три французские дивизии, находившиеся у Дюркхайма, Франкенхайма и Кайзерслаутерна, которые из-за этого и отдаленности не смогли принять участия в сражении.

## Результаты
Ночью с 14 на 15 Пишегрю отступил до Рехбаха, на следующий день, 15-го, на Шпейербах и расположил свою главную квартиру в Нойштадте. Только Дезе остановился на Рехбахе. Следствием этого отступления стал отход Монтегю в Маннгейм с прирейнского укрепления, занятого потом австрийцами.
15 — 16 ноября Край и Науендорф продолжили свои действия в горах, вытеснили Лаборда и Сен-Сира из занимаемых ими позиций, тем самым заставив Пишегрю отступить со своими четырьмя дивизиями за реку Квейх. Лаборд занял позицию в долине Анвейлер, а Сен-Сир между Пирмазенсом и Цвейбрюккеном. Австрийцы, дойдя до Шпейебаха, остались там до 26 ноября. Между тем как Латур, приказав обстреливать Маннгейм с левого берега Рейна, ускорил сдачу города.